# Castilleja rubida
Castilleja rubida är en snyltrotsväxtart som beskrevs av Charles Vancouver Piper. Castilleja rubida ingår i släktet målarborstar, och familjen snyltrotsväxter. Inga underarter finns listade i Catalogue of Life.